# Steve Jolley
Steve Jolley (Virginia Beach, 15 ottobre 1975) è un ex calciatore statunitense, di ruolo difensore.

## Carriera
Ha collezionato quasi 100 presenze nella massima serie nordamericana con varie squadre.